# Вангдуе Пходранг (џонгхаг)
Вангдуе Пходранг је један од двадесет џонгхага (округа) у Бутану. Налази се у централном делу Бутана. Највећи град и административни центар је град Вангдуе Пходранг. Према попису из 2005. године у њему живи 31.135 становника.
Џонгхаг је добио име по истоименом манастиру који је саградио 1638. године Шабдрунг Нгаванг Намгјал. Манастир је делимично страдао у пожару 2012. године.
На југу се граничи са џонгхазима Дагана и Циранг, на истоку са Тронгсом, на западу са Тимбом и Пунакхом, а на северу са џонгхагом Гаса и кинеском регијом Тибет.

## Језик
Џонгка језик је главни језик у Пунаки, уједно и национални језик Бутана. Он се говори у две трећине џонгхага. На североистоку се говори језицима Лакха и Нјен. На југоистоку становништво говори језиком Оле.

## Административна подела
Џонхгак Сарпанг је подељен на 12 гевога.
| - Атханг - Бјена - Гангте - Гасецо-Гом - Гасецо-Ом | - Дага - Дангчу - Кажи - Нахи - Нјишо | - Пхангјел - Пхобџи - Руписа - Сепху - Тхедцо |

## Животна средина
Већина територи џонгхага је заштићена област. У севрном делу се налази Парк сто година династије Вангчук и мали део Националног парка Џигме Дорџи. Југозападни део обухвата део Националног парка Џигме Синге Вангчук.